# Mar Branco
Mar Branco em 
imagens de satélite.
O mar Branco (em russo:  Белое море) é um braço do mar de Barents na costa noroeste da Rússia. É rodeado pela Carélia a oeste e pela península de Kola ao norte. O golfo de Kandalaksha forma o canto noroeste do mar Branco, sendo um dos quatro grandes golfos e baías deste mar, em conjunto com a baía de Onega (sudoeste), a baía do Dvina (sul), e a baía de Mezen (sudeste).
Os importantes portos de Arkhangelsk e de Belomorsk situam-se no mar Branco. Na maior parte da história da Rússia foi o principal centro de comércio marítimo. Hoje em dia constitui uma importante base naval russa.
O mar Branco e o mar Báltico estão conectados pelo canal Mar Branco-Mar Báltico (em Belomorsk há a junção do canal e do mar Branco). O maior arquipélago do mar é o das  ilhas Solovetski.
A totalidade do mar Branco encontra-se sob soberania russa, isto é, as suas águas são consideradas internas à Rússia.
|             |                               |
| Mar Branco. | Canal Mar Branco-Mar Báltico. |